# Krwawnik pagórkowy
Krwawnik pagórkowy (Achillea collina (Becker ex Rchb.f.) Heimerl) – gatunek roślin z rodziny astrowatych. Występuje w środkowej i południowo-wschodniej Europie. W Polsce rośnie w pasie wyżyn, na Przedgórzu Sudeckim i Nizinie Śląskiej oraz na północy w rejonach występowania roślinności kserotermicznej na stokach dolin dolnej Odry i Płoni, Wisły, Warty i Noteci.

## Morfologia
PokrójRoślina zielna z poziomym, długim kłączem, z którego wyrastają wzniesione pędy kwiatonośne i rozłogi zakończone płonnymi rozetami liści. Roślina szarozielona, owłosiona, choć łodyga bywa niemal naga.
ŁodygaProsto, sztywno wzniesiona, o wysokości do 80 cm.
LiścieWąskolancetowate, podwójnie lub potrójnie, czasem nawet poczwórnie pierzastosieczne, słabo owłosione, szerokości 1-1,5 cm. Włoski na brzegach odcinków od nich krótsze. Ostatnie łatki wąskojajowate, dość sztywne, skupione, zwężone w chrząstkowaty kończyk.
KwiatyZebrane w koszyczki tworzące kwiatostan złożony – podbaldach, często luźny, rozdzielony na mniejsze podbaldachy z powodu nisko powstających rozgałęzień pędu. Koszyczki osiągają do 4 mm długości i 2 mm średnicy (nie licząc kwiatów języczkowych). Listki okrywy lancetowate, żółtozielone, matowe, nie obrzeżone błoniasto lub z bardzo wąskim obrzeżeniem, na brzegu szczecinkowate. Kwiaty brzeżne języczkowate w liczbie 5, białe lub rzadko czerwonawe, o języczku okrągławym. Kwiaty wewnętrzne rurkowate, obupłciowe.
OwoceNiełupki długości 1,6 mm.
Gatunki podobneKrwawnik pospolity A. millefolium różni się żywozieloną barwą, liśćmi o odcinkach miękkich, zwykle dość gęstych (zbliżonych do siebie). Bardzo podobny bywa krwawnik pannoński A. pannonica, który jest jednak intensywniej, kosmato owłosiony, z długimi włoskami. Owłosiony jest także krwawnik szczecinkolistny A. setacea, ale gatunek ten ma wąskie, szczecinkowate na końcach odcinki liści.

## Biologia i ekologia
Bylina, hemikryptofit. Kwitnie od czerwca do sierpnia. 
Rośnie w miejscach suchych i słonecznych; w murawach kserotermicznych, świetlistych zaroślach, na wrzosowiskach, przydrożach,, nasypach kolejowych, czasem na odłogach, ścierniskach i w miejscach ruderalnych. Gatunek charakterystyczny rzędu Festucetalia valesiacae.